# Попов, Иван Васильевич (богослов)
Иван Васильевич Попов (17 января 1867, Вязьма — 8 февраля 1938, Енисейск) — русский православный богослов, церковный историк, патролог, профессор Московской духовной академии.
Причислен к лику святых Русской православной церкви в 2003 году. Память 26 января (8 февраля), в Собор новомучеников и исповедников Церкви Русской, и 5 (18) ноября, в Собор отцов Поместного собора Церкви Русской (1917).

## Биография
Родился 17 (29) января 1867 года в семье священника Воскресенской церкви города Вязьмы Василия Михайловича Попова и его супруги Веры Ивановны. Не был женат, вёл в миру, по сути, монашескую жизнь.
В 1882 году окончил Вяземское духовное училище, в 1888 году — Смоленскую духовную семинарию, в 1892 году — Московскую духовную академию со степенью кандидата богословия; тема кандидатской работы: «О совести и её происхождении». В 1892—1893 годах — профессорский стипендиат академии.
Магистр богословия (1897 год; тема диссертации: «Естественный нравственный закон»). Доктор церковной истории (1917; тема диссертации, защита которой состоялась в Петроградской духовной академии: «Личность и учение блаженного Августина». Т. 1, Ч. 1 «Личность блаженного Августина», Ч. 2 «Гносеология и онтология блаженного Августина»).
С 1893 года — исполняющий должность доцента по кафедре патристики Московской духовной академии (МДА).
С 1897 года — доцент по 1-й кафедре патрологии МДА.
С 1898 года — экстраординарный профессор МДА. В 1901—1902 годах находился в научной командировке в Германии, стажировался в Берлинском и Мюнхенском университетах.
С 1917 года — ординарный профессор МДА.
С 1897 года был действительным членом Московского психологического общества при Московском университете.
В 1903—1906 годах редактировал журнал МДА «Богословский вестник» — при нём это издание приобрело значительную популярность, но редактор подвергся критике со стороны консервативно настроенных православных деятелей. Ратовал за автономию МДА, выступил в печати против увольнения В. О. Ключевского (1906). Член Предсоборного присутствия.
Одновременно с 1907 года приват-доцент по кафедре истории Церкви историко-филологического факультета Московского университета, статский советник. В 1917 году профессор Высших женских богословско-педагогических курсов, доктор церковной истории, лауреат Макариевской премии, председатель Комиссии по реформе духовных академий.
Член Поместного собора 1917—1918 годов от МДА, заместитель председателя XII, член I, II, XIX отделов.
В 1917—1919 годах член Правления православных церковных общин Сергиева Посада, в 1918—1923 годах преподавал в МДА и на кафедре философии средних веков Московского университета, преобразованной вскоре в Философский исследовательский институт. В 1919—1926 годах преподавал на академических богословских курсах в Москве.
В 1919 году обратился в Совнарком с протестом против планов властей изъять мощи преподобного Сергия Радонежского из Троице-Сергиевой лавры. В 1924 году по поручению патриарха Тихона составил ответ патриарху Константинопольскому Григорию VII, признавшему обновленцев и предложившему патриарху Тихону удалиться от дел управления церковью. В декабре 1924 года был арестован и приговорён к трём годам лишения свободы. В 1925—1927 годах находился в заключении в Соловецком лагере особого назначения, где работал учителем в школе грамотности для заключённых-уголовников. Был одним из авторов «Соловецкого послания», находившихся в лагере православных деятелей (1926), в котором предлагались взаимные уступки государства и церкви на основе лояльности церкви по отношению к государству и невмешательства государственной власти в церковные дела. Декларацию митрополита Сергия (Страгородского) считал «бесстыдной ложью».
С 1927 года — в Уральской области, с 1928 года — в ссылке в деревне Сытомино Сургутского района на реке Оби, где работал над исследованием о Григории Нисском. Через него из центра России посылались деньги и продукты местоблюстителю Патриаршего престола митрополиту Петру (Полянскому), находившемуся в ссылке на Севере.
В 1931 году был арестован в Сургуте, осенью того же года приговорён к ссылке ещё на три года в село Самарово (ныне вошло в состав города Ханты-Мансийска). В 1932 году ему было разрешено вернуться в Центральную Россию — видимо, в связи с болезнью (сердечной слабостью, опухолью ног) и преклонным возрастом.
Жил в Подмосковье, 21 февраля 1935 года вновь был арестован как «член православной группы русско-католической контрреволюционной организации». В действительности речь шла о получении им посылок от Международного Красного Креста и, возможно, о передаче на Запад данных о гонениях на церковь в СССР. Виновным себя не признал, был приговорён к пяти годам ссылки. Выслан в село Игнатово Пировского района Красноярского края.
9 октября 1937 года был арестован в ссылке, так как якобы «систематически проводил агитацию против существующего строя, дискредитируя стахановское движение и Конституцию СССР, распространяя клевету на руководителей партии», виновным себя не признал. По решению Тройки УНКВД Красноярского края от 5 февраля 1938 года расстрелян 8 февраля.

## Научная деятельность
Был выдающимся специалистом в области патрологии, использовал как русскоязычные источники, так и иностранную церковно-историческую литературу. Архиепископ Иларион (Троицкий), уже находясь в Соловецком лагере, в присутствии других заключённых — архиереев и клириков — говорил о нём так: «Если бы, отцы и братия, все наши с вами знания сложить вместе, то это будет ничто пред знаниями Ивана Васильевича».
Его труд о блаженном Августине был удостоен Макарьевской премии, при этом профессор Анатолий Орлов заявил, что эта работа

далеко превышает по обстоятельности все имеющиеся в нашей, как переводной, так и оригинальной литературе, опыты выяснения духовной личности Августина в этот интереснейший период его религиозно-философских исканий, … поскольку вскрывает те историко-философские факторы, которые имели в особенности определяющее влияние на характер гносеологических и онтологических воззрений Иппонского мыслителя.

По данным протопресвитера Михаила Польского, после прихода к власти большевиков Иоанн Попов написал второй том своего труда о блаженном Августине, оставшийся в рукописи.

## Канонизация
При подготовке канонизации новомучеников и исповедников, совершённой Русской православной Церковью заграницей в 1981 году, его имя было внесено в черновой поимённый список новомучеников и исповедников российских, но не вошло в официальный список, изданный в конце 1990-х годов.
Причислен к лику святых определением Священного синода Русской православной церкви от 30 июля 2003 года как новомученик. Вместе с ним был канонизирован его ученик иеромонах Серафим (Тьевар), умерший в лагере в 1931 году.
4 мая 2017 года решением Священного синода Русской православной церкви включён в собор «Отцев Поместнаго Собора Церкви Русския 1917—1918 гг.» (память 5/18 ноября).